# Voo American Airlines 331
O voo American Airlines 331 era um rota de voo regular internacional entre o Aeroporto Nacional Ronald Reagan em Washington, D.C. e o Aeroporto Internacional Norman Manley em Kingston, na Jamaica, com escala em Miami. No dia 22 de dezembro de 2009 o avião transportava 148 passageiros e seis tripulantes e, ao realizar o seu pouso acabou saindo da pista, devido à chuva e mau tempo, continuando em curso até se partir ao meio.
Alguns dos fatores que contribuíram para a queda incluem a alta velocidade da aeronave após o seu pouso e a aterrissagem de avião no meio da pista do aeroporto. Informações atestaram que um Boeing 747 da Virgin Atlantic aterrisou com sucesso no mesmo aeroporto em com condições climáticas muito semelhantes, pouco antes de voo 331.

## Acidente
O voo teve como origem o Aeroporto Nacional Ronald Reagan, em Washington, DC, com escala no Aeroporto Internacional de Miami, em Miami, Flórida. Às 22:22, horário local (03:22 de 23 de dezembro UTC), o Boeing 737-823 derrapou durante o pouso na pista 12, em Kingston, e invadiu a àrea ao seu redor sofrendo danos graves. Relatos atestam que uma forte chuva caiu no momento do acidente, conforme ficou comprovado posteriormente com a emissão de um boletim meteorológico especial.
Alguns passageiros relataram que o serviço de bordo foi suspenso várias vezes durante o voo, antes de ser totalmente cancelado devido à turbulência.
Foi também anunciado que algumas das luzes de aproximação da pista do aeroporto não estavam acesas no momento do acidente. Os funcionários jamaicanos, no entanto, minimizaram o papel das luzes com causa principal do acidente, observando que a tripulação havia sido notificada que a pista principal estava devidamente iluminada. Mais tarde os auxílios de navegação do solo foram avaliados por uma aeronave de verificação e ficou determinado que tudo estava funcionando normalmente.
A aeronave sofreu danos substanciais durante o acidente, toda a fuselagem foi danificada na parte da frente e atrás da asa. Uma das turbinas ficou destrídua, assim como o Winglet da asa e o nariz do avião. O trem de pouso falhou, fazendo como que a aeronave tocasse o chão de barriga, o que provocou um ganho de velocidade ainda maior. O avião percorreu um longo trajeto saindo dos limites do aeroporto e chegando a poucos metros do porto de Kingston e também das águas do Mar do Caribe.

## Aeronave
O avião envolvido no acidente era um Boeing 737-823, com registro N977AN. O seu primeiro voo aconteceu no dia 30 de novembro de 2001. O avião havia feito sua primeira decolagem sob registro N1786B e foi entregue à American Airlines em 20 de dezembro de 2001.

## Investigações
Embora o aeroporto tenha sido fechado após o acidente, atrasando cerca de 400 viagens, foi reaberto mais tarde, porém operando com uma tamanho de pista reduzido devido aos destroços cauda do avião acidentado. Alguns Voos foram desviados para o Aeroporto Internacional Sangster durante dois dias.
Uma investigação sobre o acidente foi iniciada pela National Transportation Safety Board. Eles enviaram uma equipe para prestar assistência aos funcionários companhia aérea. A A American Airlines por sua vez também enviou uma equipe para ajudar os investigadores.
Relatórios posteriores mostraram que a tripulação entrou em conta(c)to com o controle de tráfego aéreo da Jamaica para solicitar um pouso na pista 12, que fora designada automático para este voo naquela noite. Eles foram, no entanto, aconselhados sobre as condições da pista 12, onde ficou sugerido uma aproximação circular para a aterragem na pista 30. "A tripulação insistiu sobre seu pedido para a pista 12 e acabou recebendo a autorização para pousar naquela pista, seguido por um reforço no aconselhamento de que a pista estava molhada devido à chuva.
O diretor geral da aviação civil jamaicana, o coronel Oscar Derby, declarou na semana seguinte ao acidente que o jato pousou na metade do caminho da pista de 2.720 m. Além disso outros fatores que estavam sob investigação foram confirmados, como por exemplo a pista em questão não estar equipada com ranhuras de dispersão de chuva, comuns em aeroportos grandes. A aeronave estava também com uma quantidade de combustível relativamente grande no momento do pouso, suficiente para um voo de ida e volta até os EUA.